# Cotinus kanaka
Cotinus kanaka är en sumakväxtart som först beskrevs av De, och fick sitt nu gällande namn av D. Chandra. Cotinus kanaka ingår i släktet perukbuskar, och familjen sumakväxter. Inga underarter finns listade i Catalogue of Life.